# Первая Далматинско-хорватско-славонская экономическая выставка
Первая Далматинско-хорватско-славонская экономическая выставка — выставка, произошедшая в Загребе с августа по октябрь 1864 года.

## Концепция выставки
Ещё в 1855 году Людевит Фаркаш выдвинул идею о целесообразности организации крупной экономической выставки с целью стимулирования хорватской экономики. Но в то время это было невозможно, но когда в 1862 году к Загребу протянулась железнодорожная линия (Зидани Мост — Загреб), и в том же году 34 хорватских экспоната отправились на третью международную выставку в Лондон, идея стала более актуальной.
По возвращении из Лондона экспонаты в сотрудничестве с Загребской торгово-ремесленной палатой приступили к работе по организации Первой экономической выставки при экспертной поддержке секретаря палаты Йосипа Фердо Девиде, а также при необходимой финансовой поддержке канцлера Хорватии Ивана Мажуранича.
Все компетентные учреждения страны, а также само правительство провинции приняли это предложение, и был создан центральный комитет во главе с графом Мирославом Кульмером. Комитет получил запрошенные средства, и город передал ему здание, предназначенное для Национальной больницы (нынешнее здание ректората университета на площади Республики Хорватия в Загребе), а также пространство на недавно созданной площади Саймишни (нынешнее здание Хорватского национального театра).
- Выставка была официально открыта баном Йосипом Шокчевичем[1] 18 августа 1864 года и закрыта Иваном Мажураничем[2] 15 октября 1864 года.
- В выставке приняли участие 3865 экспонатов со всех уголков Хорватии, а также из других частей Габсбургской монархии.
- На выставке были представлены все отрасли экономики того времени; фрукты и овощи, скот, машины, ремесленные изделия, вина и напитки, текстиль, наука и искусство (книги и картины), а также изделия ручной работы.